# گورستان سید عبدالله علی وند
قبرستان سید عبدالله علی وند مربوط به دوره قاجار است و در شهرستان ممسنی، بخش مرکزی، روستای بکش ۱، روستای گل سرخی علیوند واقع شده و این اثر در تاریخ ۲۶ اسفند ۱۳۸۶ با شمارهٔ ثبت ۲۱۸۸۲ به‌عنوان یکی از آثار ملی ایران به ثبت رسیده است.